# Maitreya (rsi)
Maitreya, är en religiös auktoritet inom Hinduismen, en så kallad rsi, som finns omskriven i Vishnu- och Bhagavata Purana. Maitreya var lärling till Parasara och av honom fick han höra Brhad Parasara Hora Sastra, en viktig text inom hinduisk astrologi. Maitreya lärde sedan ut denna text till sina lärjungar, och så vidare.